# VdB 151
vdB 151 è una nebulosa a riflessione visibile nella costellazione della Lucertola.
Si individua nella parte meridionale della costellazione e circonda una stella di quarta magnitudine visibile a nord della stella 1 Lacertae; il periodo più indicato per la sua osservazione nel cielo serale ricade fra i mesi di luglio e dicembre ed è notevolmente facilitata per osservatori posti nelle regioni dell'emisfero boreale terrestre. La stella centrale della nebulosa è HD 211073, una gigante arancione con classe spettrale K3III facente parte di un sistema stellare binario. Le stime sulla sua distanza basate sulla parallasse indicano una distanza attorno ai 173 parsec (564 anni luce). L'ambiente circostante è particolarmente ricco di gas parzialmente ionizzati e polveri illuminate, data la presenza dell'associazione Lacerta OB1.